# Romanian Open 2002 - Qualificazioni singolare
Le qualificazioni del singolare  del Romanian Open 2002 sono state un torneo di tennis preliminare per accedere alla fase finale della manifestazione. I vincitori dell'ultimo turno sono entrati di diritto nel tabellone principale. In caso di ritiro di uno o più giocatori aventi diritto a questi sono subentrati i lucky loser, ossia i giocatori che hanno perso nell'ultimo turno ma che avevano una classifica più alta rispetto agli altri partecipanti che avevano comunque perso nel turno finale.
Le qualificazioni del torneoRomanian Open  2002 prevedevano 32 partecipanti di cui 8 sono entrati nel tabellone principale.

## Teste di serie
1. Galo Blanco (Qualificato)
2. Marc López (ultimo turno)
3. Didac Perez-Minarro (Qualificato)
4. Juan Giner (Qualificato)
5. Emilio Benfele Álvarez (primo turno)
6. Adrian Barbu (primo turno)
7. Daniel Elsner (Qualificato)
8. Igor' Andreev (Qualificato)

1. Assente
2. Assente
3. Assente
4. Assente
5. Assente
6. Assente
7. Assente
8. Assente

## Qualificati
1. Galo Blanco
2. Igor' Andreev
3. Ivan Esquerdo-Andreu
4. Daniel Elsner

1. Didac Perez-Minarro
2. Emilio Benfele Álvarez
3. Juan Giner
4. Victor Crivoi

## Tabellone

### Legenda
| - Q = Qualificato - WC = Wild card - LL = Lucky loser | - ALT = Alternate - SE = Special Exempt - PR = Protected Ranking | - w/o = Walkover - r = Ritirato - d = Squalificato |

### Sezione 1
|  | Primo turno  | Primo turno   | Primo turno | Primo turno | Primo turno |  |  | Ultimo turno | Ultimo turno | Ultimo turno | Ultimo turno | Ultimo turno |  |
|  |              |               |             |             |             |  |  |              |              |              |              |              |  |
|  | 1            | Galo Blanco   | 4           | 6           | 6           |  |  |              |              |              |              |              |  |
|  |              | Bogdan Ivascu | 6           | 2           | 2           |  |  | 1            | Galo Blanco  | Galo Blanco  | 6            | 6            |  |
|  | Marius Zay   | Marius Zay    | 1           | 6           | 6           |  |  |              | Marius Zay   | Marius Zay   | 1            | 2            |  |
|  | Remus Farcas | Remus Farcas  | 6           | 4           | 1           |  |  |              |              |              |              |              |  |

### Sezione 2
|  | Primo turno          | Primo turno          | Primo turno          | Primo turno          | Primo turno |  |  | Ultimo turno | Ultimo turno       | Ultimo turno       | Ultimo turno | Ultimo turno |  |
|  |                      |                      |                      |                      |             |  |  |              |                    |                    |              |              |  |
|  | Elefterios Alexiou   | Elefterios Alexiou   | Elefterios Alexiou   | Elefterios Alexiou   | 1           |  |  |              |                    |                    |              |              |  |
|  | Aleksandr Kudrjavcev | Aleksandr Kudrjavcev | Aleksandr Kudrjavcev | Aleksandr Kudrjavcev | 1r          |  |  |              | Elefterios Alexiou | Elefterios Alexiou | 2            | 4            |  |
|  | 8                    | Igor' Andreev        | Igor' Andreev        | 6                    | 6           |  |  | 8            | Igor' Andreev      | Igor' Andreev      | 6            | 6            |  |
|  |                      | Theodoros Angelinos  | Theodoros Angelinos  | 1                    | 4           |  |  |              |                    |                    |              |              |  |

### Sezione 3
|  | Primo turno          | Primo turno          | Primo turno          | Primo turno | Primo turno |  |  | Ultimo turno | Ultimo turno         | Ultimo turno         | Ultimo turno         | Ultimo turno |  |
|  |                      |                      |                      |             |             |  |  |              |                      |                      |                      |              |  |
|  | 2                    | Marc López           | Marc López           | 6           | 6           |  |  |              |                      |                      |                      |              |  |
|  |                      | Gabriel Moraru       | Gabriel Moraru       | 1           | 3           |  |  | 2            | Marc López           | Marc López           | Marc López           | 4r           |  |
|  | Ivan Esquerdo-Andreu | Ivan Esquerdo-Andreu | Ivan Esquerdo-Andreu | 6           | 6           |  |  |              | Ivan Esquerdo-Andreu | Ivan Esquerdo-Andreu | Ivan Esquerdo-Andreu | 5            |  |
|  | Radu-Marian Barbu    | Radu-Marian Barbu    | Radu-Marian Barbu    | 2           | 3           |  |  |              |                      |                      |                      |              |  |

### Sezione 4
|  | Primo turno            | Primo turno            | Primo turno | Primo turno | Primo turno |  |  | Ultimo turno | Ultimo turno     | Ultimo turno     | Ultimo turno | Ultimo turno |  |
|  |                        |                        |             |             |             |  |  |              |                  |                  |              |              |  |
|  | Jens Knippschild       | Jens Knippschild       | 6           | 4           | 6           |  |  |              |                  |                  |              |              |  |
|  | Artemon Apostu-Efremov | Artemon Apostu-Efremov | 3           | 6           | 3           |  |  |              | Jens Knippschild | Jens Knippschild | 2            | 3            |  |
|  | 7                      | Daniel Elsner          | 6           | 2           | 6           |  |  | 7            | Daniel Elsner    | Daniel Elsner    | 6            | 6            |  |
|  |                        | Sergei Novosselov      | 3           | 6           | 2           |  |  |              |                  |                  |              |              |  |

### Sezione 5
|  | Primo turno             | Primo turno             | Primo turno             | Primo turno | Primo turno |  |  | Ultimo turno | Ultimo turno        | Ultimo turno        | Ultimo turno | Ultimo turno |  |
|  |                         |                         |                         |             |             |  |  |              |                     |                     |              |              |  |
|  | 3                       | Didac Perez-Minarro     | Didac Perez-Minarro     | 6           | 6           |  |  |              |                     |                     |              |              |  |
|  |                         | Dimitri Lorin           | Dimitri Lorin           | 1           | 3           |  |  | 3            | Didac Perez-Minarro | Didac Perez-Minarro | 7            | 6            |  |
|  | Aleksandar Kitinov      | Aleksandar Kitinov      | Aleksandar Kitinov      | 6           | 6           |  |  |              | Aleksandar Kitinov  | Aleksandar Kitinov  | 5            | 1            |  |
|  | Nicolae-Razvan Lupsescu | Nicolae-Razvan Lupsescu | Nicolae-Razvan Lupsescu | 0           | 4           |  |  |              |                     |                     |              |              |  |

### Sezione 6
|  | Primo turno           | Primo turno             | Primo turno             | Primo turno | Primo turno |  |  | Ultimo turno           | Ultimo turno           | Ultimo turno           | Ultimo turno | Ultimo turno |  |
|  |                       |                         |                         |             |             |  |  |                        |                        |                        |              |              |  |
|  | Victor Ioniță         | Victor Ioniță           | Victor Ioniță           | 6           | 6           |  |  |                        |                        |                        |              |              |  |
|  | Adrian-Vasile Gavrila | Adrian-Vasile Gavrila   | Adrian-Vasile Gavrila   | 3           | 1           |  |  | Victor Ioniță          | Victor Ioniță          | Victor Ioniță          | 4            | 3            |  |
|  |                       | Emilio Benfele Álvarez  | Emilio Benfele Álvarez  | 6           | 6           |  |  | Emilio Benfele Álvarez | Emilio Benfele Álvarez | Emilio Benfele Álvarez | 6            | 6            |  |
|  | 5                     | Konstantinos Economidis | Konstantinos Economidis | 4           | 1           |  |  |                        |                        |                        |              |              |  |

### Sezione 7
|  | Primo turno      | Primo turno      | Primo turno      | Primo turno | Primo turno |  |  | Ultimo turno | Ultimo turno  | Ultimo turno | Ultimo turno | Ultimo turno |  |
|  |                  |                  |                  |             |             |  |  |              |               |              |              |              |  |
|  | 4                | Juan Giner       | Juan Giner       | 6           | 1           |  |  |              |               |              |              |              |  |
|  |                  | Răzvan Sabău     | Răzvan Sabău     | 4           | 0r          |  |  | 4            | Juan Giner    | 0            | 6            | 6            |  |
|  | Teodor Bolanu    | Teodor Bolanu    | Teodor Bolanu    | 6           | 7           |  |  |              | Teodor Bolanu | 6            | 1            | 3            |  |
|  | Stefan Vargolici | Stefan Vargolici | Stefan Vargolici | 3           | 5           |  |  |              |               |              |              |              |  |

### Sezione 8
|  | Primo turno        | Primo turno        | Primo turno        | Primo turno | Primo turno |  |  | Ultimo turno  | Ultimo turno  | Ultimo turno | Ultimo turno | Ultimo turno |  |
|  |                    |                    |                    |             |             |  |  |               |               |              |              |              |  |
|  | Victor Crivoi      | Victor Crivoi      | Victor Crivoi      | 6           | 6           |  |  |               |               |              |              |              |  |
|  | Ioan-Bogdan Gauzin | Ioan-Bogdan Gauzin | Ioan-Bogdan Gauzin | 3           | 1           |  |  | Victor Crivoi | Victor Crivoi | 7            | 4            | 6            |  |
|  |                    | Adrian Barbu       | 3                  | 6           | 3           |  |  | Adrian Barbu  | Adrian Barbu  | 5            | 6            | 1            |  |
|  | 6                  | Christian Vinck    | 6                  | 3           | 0r          |  |  |               |               |              |              |              |  |